# Austin Mahone
Austin Harris Mahone (San Antonio, 4 aprile 1996) è un cantante statunitense.
Mahone ha guadagnato popolarità eseguendo cover di canzoni pop su YouTube. Successivamente ha raggiunto il successo commerciale con singoli come What About Love e Mmm Yeah e con l'EP The Secret, che è stato certificato oro in USA. In un secondo momento, l'artista ha raggiunto il successo nel mercato giapponese, pubblicando il suo album di debutto Dirty Work in esclusiva in tale nazione.

## Biografia
Austin Harris Mahone è nato a San Antonio, in Texas, figlio di Michele Demyanovich e Charles Edgar Mahone. Suo padre morì quando aveva un anno e mezzo e fu allevato dalla madre single. Mahone è di origini irlandesi, russe, tedesche, italiane e slovacche. Frequentò il liceo Lady Bird Johnson a San Antonio, ma se ne andò dopo il suo primo anno e fu istruito a casa di sua nonna. Attualmente risiede a Miami, in Florida.

## Carriera

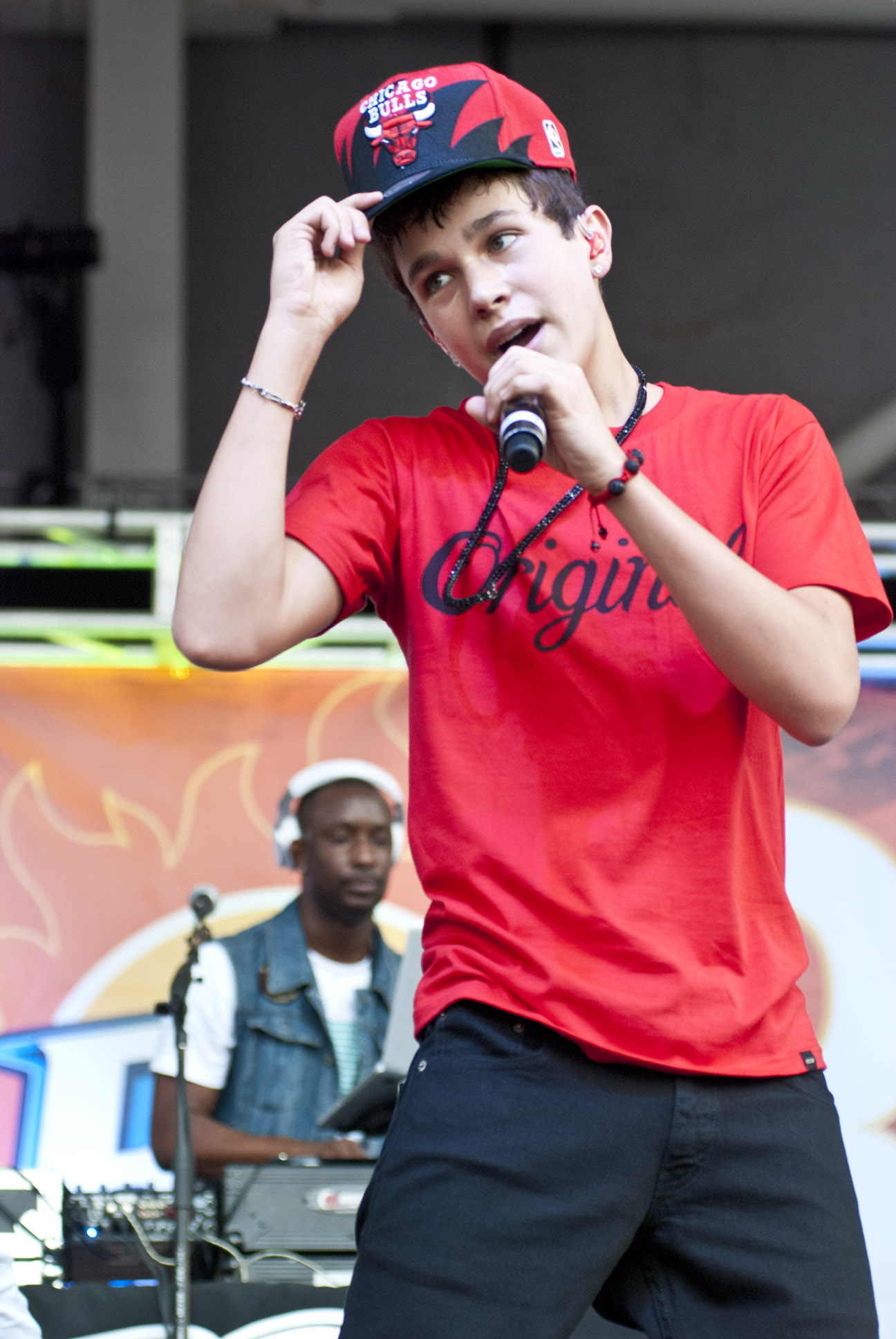
Austin Mahone nel 2012

### Esordi
Ha iniziato pubblicando video su YouTube di tipo rap e hip hop con il suo migliore amico Alex Costancio nel giugno del 2010. Successivamente si dedicò a cover di brani di colleghi come Justin Bieber e Jason Mraz. In particolare, nell'ottobre del 2011 ha pubblicato un video cover della canzone Mistletoe di Justin Bieber che ha ottenuto una grande visibilità. Il 28 agosto 2012, Mahone ha annunciato che aveva ufficialmente firmato un contratto con la Chase/Universal Republic Records. Il primo singolo 11:11 si collocò alla posizione numero 19 sulla classifica Billboard Top Heatseekers Il 5 giugno, nel frattempo, Austin Mahone aveva pubblicato un secondo singolo intitolato Say Somethin.
Il singolo ha ottenuto discreti risultati commerciali, raggiungendo il numero 34 sulla classifica Billboard Mainstream Top 40. 
Il 22 maggio dello stesso anno Mahone ha eseguito al suo primo concerto nella Q102 Springle Ball. Poco dopo, ha cantato al B96 SummerBash di Chicago e il 22 giugno seguente, a New York.
Il 4 dicembre 2012, Mahone pubblica Say You're Just a Friend in collaborazione con  Flo Rida. Della canzone è stata diffusa una versione al pianoforte, disponibile solo sul canale ufficiale del cantante. Il 17 marzo seguente pubblica Heart in my Hand.

### The Secret, Dirty Work (2013-2017)
Il 10 giugno 2013 pubblica What About Love, il suo singolo di maggior successo che gli è valso la vittoria del premio Best New Artist ai VMA. Si esibisce, sempre il 10 giugno, al Today Show, presentando così la sua nuova canzone. Il 10 novembre è uscito il  singolo intitolato Banga Banga, seguito l'11 dal video. Un altro singolo pubblicato è Magik 2.0 in collaborazione con Becky G inserita nella compilation del film I Puffi 2.
Il 26 gennaio 2014, Austin pubblica il nuovo singolo Mmm Yeah in collaborazione con Pitbull. Il 31 gennaio ne pubblicò il "Lyric Video" in stile anni 80 mentre, il 13 marzo viene pubblicato il video ufficiale in stile futuristico. Successivamente pubblica il suo primo EP, The Secret', uscito il 27 maggio 2014 e contenente nove canzoni.
Il 25 luglio 2014, Austin ha dato il via al suo secondo tour, Austin Mahone: Live on Tour. All'inizio del 2015 i singoli What About Love e Mmm Yeah ricevono la certificazione VEVO, avendo superato le 100.000.000 visualizzazioni ed avendo entrambi superato, nel territorio statunitense, le 500.000 copie vendute, venendo certificati dischi d'oro.
Nel 2015, Austin Mahone pubblica il singolo Dirty Work. Il video musicale è stato pubblicato il 27 luglio 2015. Il 15 Dicembre 2015 Mahone annuncia l'imminente arrivo di un mixtape intitolato This Is Not the Album. Dal mixtape fu estratto il singolo Put it on me con Sage The Gemini. Nell'Agosto 2016 Mahone pubblica 2 singoli chiamati Send It con Rich homie quan e Way up. Il 7 dicembre 2016 Mahone annuncia su un live streaming su Facebook che rilascerà un nuovo mixtape chiamato ForMe+You, che viene pubblicato il 30 dicembre 2016.
Alla fine di marzo 2017 si è esibito al POPSPRING Japan con il singolo Dirty Work, che raggiunge successivamente la vetta della classifica giapponese. Segue la pubblicazione di un album dallo stesso titolo per il solo mercato giapponese. Mahone dà quindi il via al suo A Tour For Me + You mercoledì 31 maggio, a partire da Fort Lauderdale, in Florida, terminando a Los Angeles, in California. Venerdì 12 aprile, Mahone ha pubblicato una nuova canzone, Creatures of the Night, con il DJ e il produttore discografico Hardwell.
Dal 2017, la comica giapponese Blouson Chiemi ha iniziato a utilizzare Dirty Work come musica di sottofondo della sua popolare routine comica, che ha portato la canzone al picco numero 4 nella Japan Hot 100 Chart, finendo anche per essere certificata oro nella nazione. Più tardi, Mahone annunciò l'uscita del suo primo album in studio di debutto esclusivamente nel paese. Comprendeva anche le sue collaborazioni Lady con Pitbull e Creatures of the Night con Hardwell, che raggiunse la posizione numero 1 nella classifica delle canzoni degli US Dance Club di Billboard.

### OxygeneA Lone Star Story(2018-presente)
L'album è stato pubblicato il 18 ottobre 2017, accompagnato dall'uscita di Perfect Body, esclusivamente in Giappone. La canzone è stata descritta in uno spot per lo shampoo giapponese Moist, Diane. Il giorno di uscita dell'album, Mahone pubblicò su piattaforme digitali e servizi di streaming due brani di conto alla rovescia a livello internazionale: I Don't Believe You e Found You. Nello stesso anno, Mahone collabora con il cantante spagnolo Abraham Mateo e col noto rapper 50 Cent nel brano Háblame bajito, che ottiene un certo successo nel mercato latino.
Il 16 maggio 2018, Mahone ha pubblicato l'EP Oxygen esclusivamente in Giappone. Il 4 febbraio 2019, Mahone ha firmato con la Elektra Records e pubblicato il  singolo Why Don't We, scritto da Charlie Puth e classificato come una fusione tra pop moderno e R&B sotto influenze degli anni '90. Il video musicale è stato rilasciato il 2 marzo 2019, su YouTube. Nei mesi successivi, l'artista ha pubblicato altri due singoli: Anxious e Dancing With Nobody.
Nel 2020, Mahone duetta nuovamente con Abraham Mateo nel brano Lucid, un singolo del produttore 4B. Il 2 ottobre 2020 ha aperto un account su OnlyFans. Nel 2023 Mahone inizia a pubblicare musica in maniera completamente indipendente, dedicandosi per la prima volta al genere country. Nel giugno dello stesso anno pubblica l'album A Lone Star Story, interamente incentrato su sonorità country e country pop.

## Influenze
Crescendo, Mahone è stato influenzato da artisti di diversi generi musicali, tra cui il cantante country George Strait. Austin ha inoltre citato come artisti da lui maggiormente fruiti Taylor Swift (di cui ha aperto alcuni concerti nel Red Tour), Flo Rida, Chris Brown e Mariah Carey.

## Discografia

### Album in studio
- 2017 – Dirty Work
- 2023 – A Love Star Story

### Mixtape
- 2015 – This Is Not the Album
- 2016 – ForMe+You

### EP
- 2013 – Extended Play
- 2014 – The Secret
- 2018 – Oxygen

### Singoli
- 2012 – Say Somethin
- 2012 – Say You're Just a Friend (feat. Flo Rida)
- 2013 – What About Love
- 2013 – Banga! Banga!
- 2014 – Mmm Yeah (feat. Pitbull)
- 2015 – Dirty Work
- 2017 – Lady (feat. Pitbull)
- 2017 – Creatures of the Night (con Hardwell)
- 2017 – Háblame bajito (con Abraham Mateo e 50 Cent)
- 2018 – So Good
- 2019 – Why Don't We
- 2019 – Anxious
- 2019 – Dancing with Nobody

#### Come artista ospite
- 2016 – Deserve Better (Jump Smokers feat. Austin Mahone)
- 2017 – Bad Boyz (Mr. Mauricio feat. Austin Mahone, Pitbull & Bobby Biscayne)
- 2017 – Amor (Remix) (I Am Chino feat. Chacal, Wisin & Austin Mahone)
- 2020 – Lucid (4B feat. Abraham Mateo & Austin Mahone)

## Tour
Artista Principale
- MTV Artist To Watch Tour - (2013-2014)
- Austin Mahone: Live on Tour - (2014)
- A Tour For Me + You - (2017)
- Oxygen Tour - (2018)

Artista d'apertura
- Red Tour - (2013) (Taylor Swift)
- Summer Tour - (2013) (Bridgit Mendler)
- Jason Derulo Tour - (2015) (Jason Derulo)

## Filmografia
| Anno | Titolo                 | Ruolo     | Note                                        |
| ---- | ---------------------- | --------- | ------------------------------------------- |
| 2012 | Austin Mahone Takeover | se stesso | Reality television                          |
| 2013 | Big Time Rush          | se stesso | "Big Time Dreams" (Stagione 4, episodio 12) |

## Premi e riconoscimenti
- iHeartRadio Music Awards
  - 2014 – Instagram Award
- MTV Video Music Awards
  - 2013 – Artist to Watch per What About Love
- MTV Europe Music Awards
  - 2013 – Best Push
  - 2013 – Artist On Rise
- Premios Juventud
  - 2014 – The Best Dressed Award
- Radio Disney Music Awards
  - 2013 – Breakout Star
- Teen Choice Awards
  - 2014 – Choice Music Breakout Artist
- Teen Icon Awards
  - 2013 – Iconic Instagrammer
- Young Hollywood Awards
  - 2013 – Breakout Artist